# Parafia Najświętszej Maryi Panny Matki Dobrej Rady w Rudominie
Parafia Najświętszej Maryi Panny Matki Dobrej Rady w Rudominie (lt. Švč. M. Marijos Ėmimo į dangų parapija) – parafia rzymskokatolicka administracyjnie należąca do dekanatu nowowilejskiego archidiecezji wileńskiej. 